# Ulver
Ulver (norwegisch für ‚Wölfe‘) ist eine Band aus Norwegen, die zunächst Black Metal und eine Art Neofolk spielte und über Industrial Metal zu Trip-Hop, Ambient, einer Art Post-Rock und  Synthpop fand, diese verschiedenen Stile aber oft miteinander vermengt. Sie wurde mehrmals für den Spellemannprisen nominiert.

## Geschichte

### Black-Metal-Phase
Die Gründungsmitglieder Kristoffer „Garm“ Rygg und Carl-Michael „Exhurtum“ Eide lernten sich Anfang der 1990er-Jahre in der Schule kennen. Eide war damals Schlagzeuger von Eczema, wurde aber aus der Band entlassen, da er andere Interessen als die übrigen Mitglieder hatte. Etwas später schlug er Rygg die Gründung Ulvers vor, die zunächst Thrash Metal spielten.
Auf dem angeblich in einem „Trollwald“ aufgenommenen Demo Vargnatt (1993) und der Split-EP Ulverytternes Kamp/Mourning mit Mysticum (1994) verbanden Ulver bereits auf recht eigenständige Weise rohen Metal, akustische Passagen, variablen Gesang und abwechslungsreiche Rhythmen. Kristoffer Rygg kannte Metalion, Herausgeber des Fanzines Slayer und Inhaber des Labels Head Not Found, aus dem Osloer Nachtleben und händigte ihm – nach vielen Schwärmereien von seiner Band – das Demo aus. Metalion war davon angetan und bot Ulver einen Vertrag und 5000 NOK für die Aufnahme eines Albums an. Zunächst war dieses als Split-Veröffentlichung mit Gehenna geplant, die Metalion durch Rygg kennengelernt hatte; doch schließlich veröffentlichten Gehenna 1994 ihr Debüt First Spell als eigenständige EP bei Head Not Found, vermutlich wegen Unstimmigkeiten bezüglich einer Einbindung des Labels Voices of Wonder. Also veröffentlichten auch Ulver Anfang 1995, trotz der relativ kurzen Spielzeit, ihr im November und Dezember 1994 aufgenommenes Bergtatt – Et Eeventyr i 5 Capitler als eigenständiges Album. Darauf spielte die Band Folk-beeinflussten Black Metal. Bergtatt zeichnete sich durch schnelles Tempo, nüchterne E-Gitarren, Akustik-Passagen, den Wechsel von Schrei- und hymnischem Gesang, sowie durch eine märchenhafte Storyline und altertümelnde Sprache aus. Es kann als Konzeptalbum betrachtet werden, das im Black Metal eine Hinwendung zu heimatlichem Brauchtum, romantischer Nostalgie und mythischer Übersinnlichkeit einführte. Das Rock Hard nahm Bergtatt später in seine Liste der 25 wichtigsten Black-Metal-Alben aller Zeiten auf. In der Szene hatte die Band jedoch eher Außenseiterstatus.
In diesen ersten Jahren der Band kam es bereits zu mehreren Besetzungswechseln. Die neben Kristoffer Rygg und Håvard Jørgensen am Demo beteiligten Musiker Carl-Michael Eide, Ali Reza, Grellmund und Robin Malmberg verließen noch Ende 1993 die Band. Erik Olivier „AiwarikiaR“ Lancelot, Skoll und Torbjørn „Aismal“ Pedersen ersetzten sie ab 1994. Diese Besetzung blieb bis nach dem dritten Album 1996 stabil. Das zweite Album Kveldssanger folgte 1995 (ebenfalls auf Head Not Found) und stand in starkem Kontrast zum ersten; der Musikgeschmack der noch jungen Musiker hatte sich Rygg zufolge inzwischen gewandelt. Es fanden sich auf dem Album keine E-Gitarren und kein Schreigesang mehr, dafür Folklore, akustische Musik und Kammerkantaten. Obwohl Ulver auf dem Album also keinen Black Metal spielten, wurde es immer wieder als wichtiges Album der Szene bezeichnet. Kristoffer „Garm“ Rygg nannte Kveldssanger zwar „unausgereift“, äußerte aber später, der Kommentar sei auf die Ausführung bezogen gewesen und übertrieben worden.
Nach dem melodischen Bergtatt und dem akustischen Kveldssanger wurde das dritte Album Nattens Madrigal – Aatte Hymne Til Ulven i Manden, eigentlich noch vor Kveldssanger entstanden, puristischer und aggressiver als Ulvers bisherige Veröffentlichungen. Stil und Produktion wurden roh gehalten, Ulvers neues Label Century Black bezeichnete das Album als Rückkehr zum traditionellen Black Metal. Ähnlich wie schon beim Demo wurde kolportiert, Nattens Madrigal sei in einem Wald aufgenommen worden. Zudem kursierte aufgrund entsprechender Pressefotos, die Band habe sich von Century Medias Vorabzahlungen neue Anzüge und eine schwarze Corvette gekauft. Tatsächlich sah Rygg die bewusst rohe Produktion als Reaktion auf eine beginnende kommerzielle Ausschlachtung des Black Metal – u. a. durch Labels wie Century Media.
Allen drei ersten Alben der damals noch jungen Musiker ist gemein, dass sie auch unter dem Eindruck von Schulunterricht in Sprache, Literatur und Folklore des mittelalterlichen Dänemark-Norwegen entstanden. Die Liedtexte wurden in einem (von der Band als altes Dänisch bezeichneten) archaisierten, poetisierenden Norwegisch verfasst, wobei der Eindruck einer alten Sprache auch durch die (teilweise frei phantasierte) Orthographie erreicht wird. Die ersten drei Alben, eine Trilogie über die „finsteren Aspekte der norwegischen Folklore“ wurden als limitierte Box-Sets von Century Media 1997 unter dem Titel The Trilogie – Three Journeyes Through the Norwegian Netherworlde sowie 2014 mit dem Demo und weiteren seltenen Aufnahmen unter dem Titel Trolsk Sortmetall 1993–1997 neu aufgelegt.
Am 29. und 30. Mai 1996 nahmen Ulver mit Jan Axel „Hellhammer“ Blomberg von Mayhem und Arcturus am Schlagzeug den Titel Synen auf, der 1997 auf der Kompilation Souvenirs from Hell von Cthulhu Records veröffentlicht wurde.

### Hinwendung zur elektronischen Musik
Nach Nattens Madrigal verließ der Gitarrist Torbjørn „Aismal“ Pedersen die Band, er wurde durch Knut Magne Valle von Arcturus ersetzt. Außerdem wurde Tore Ylwizaker neues Bandmitglied. Rygg hatte Bands wie Coil entdeckt und war 1996 während einer London-Reise mit Ihsahn in einem okkulten Buchladen auf eine Ausgabe von William Blakes The Marriage of Heaven and Hell gestoßen. Folglich entfernten sich Ulver mit dem 1998 veröffentlichten Album Themes from William Blake’s The Marriage of Heaven and Hell, dem ersten auf Ryggs im selben Jahr gegründeten Plattenlabel Jester Records, vom Black Metal und integrierten Elemente des Industrial Metal und Ambient-Passagen. Das Album, auf dem als Gastsänger u. a. Ihsahn, Samoth und Fenriz auftraten, gab den gesamten Text von Blakes prophetischem Prosagedicht wieder. Es erhielt sowohl aus dem Metal- als auch aus dem Alternative-Bereich gute Kritiken. Nachdem Themes… im Jahr 2001 Teil eines Geschenkpakets zur Hochzeit von Haakon von Norwegen mit Mette-Marit Tjessem Høiby war, gerieten Ulver wegen ihres angeblich satanistischen Hintergrundes in die Schlagzeilen.
Die nächsten zwei Veröffentlichungen Metamorphosis und Perdition City waren noch experimentierfreudiger. Ulver bestanden nur noch aus Rygg und Ylwizaker; sie bewegten sich weiter weg von Rock und Metal hin zu einem elektronischen Genre, wie es die Bands Coil oder The Future Sound of London vertreten. Der Titel der Metamorphosis-EP war programmatisch: Sie vereinte Drum and Bass, Trip-Hop und Ambient und kann als Präludium zum Trip-Hop-Album Perdition City gesehen werden. Im Inlay der Metamorphosis-EP war ein Kommentar abgedruckt, der eine deutliche Ablehnung der Kategorisierung Ulvers als Black-Metal-Band zum Ausdruck brachte. Es folgten 2001 die rein instrumentellen und minimalistischen Ambient-Veröffentlichungen Silence Teaches You How to Sing und Silencing the Singing, die 2002 auch unter dem Titel Teachings in Silence als Kompilation veröffentlicht und später für den Spellemannprisen 2003 nominiert wurden. Im selben Jahr arbeitete Rygg auch an einer Fotoausstellung zur ersten Silence-EP, und Ulver begannen eine Aufarbeitung von Nattens Madrigal mit einem Streichquartett, die nie fertiggestellt werden sollte. Der Remix eines Stückes von Kveldssanger wurde 2002 angefertigt und auf A Quick Fix of Melancholy veröffentlicht. Ebenso nahmen Ulver 2002 ein Lee-Hazlewood-Cover für eine geplante Kompilation von Ryggs Label Jester Records auf, die aber nie erschien.
Auf 1993–2003: 1st Decade in the Machines fanden sich – zum 10-jährigen Bandjubiläum – von diversen Bands (u. a. Merzbow) und Musikern (u. a. Fennesz) elektronisch neuaufbereitete Ulver-Stücke aus allen bisherigen Schaffensperioden.

### Filmmusik
Zwischen 2001 und 2004 produzierten Ulver die Filmmusik für Lyckantropen, Svidd Neger, Uno und Salto, salmiakk og kaffe. Der für den Spellemannprisen nominierte Soundtrack Lyckantropen Themes war ausschließlich elektronisch und minimalistisch arrangiert, während auf Svidd Neger die Klanggewalt eines Orchesters immer wieder durch Ambient-Passagen unterbrochen wurde. Der Uno-Soundtrack war eine Kooperation mit dem Komponisten Tom McRae, der Film von Regisseur und Darsteller Aksel Hennie gewann mehrere Preise. Ulvers Beitrag pendelte dabei zwischen melancholischen Violin- und Orgel-Passagen und den auf der Metamorphosis-EP dominierenden Techno-Klängen. McRaes Beiträge zum Filmsoundtrack umfassten Gangsta-Rap- und Hip-Hop-Elemente.
Erst 2014, nach 10 Jahren vielfältigster musikalischer Aktivitäten, komponierten Ulver wieder einen Score. Anfang 2014 arbeitete die Band am Nationaltheatret an der Musik zum Theaterstück Demoner 2014, das lose auf Dostojewskis Roman Die Dämonen basiert. Zwei Jahre später steuerten Ulver den Originalsoundtrack zu Justin Oakeys Film Riverhead bei. An Halloween 2020 gab die Band in Oslo ein Filmkonzert zu John Carpenters gleichnamigem Film, die Veröffentlichung als Album erfolgte ein Jahr später unter dem Namen Scary Muzak und wurde für den Spellemannprisen 2021 nominiert.

### Stilvielfalt
Im Juli 2004 stellte die Band mit Jørn H. Sværen (einem langjährigen Freund Ryggs und bereits als Liedtexter und Zeichner für die Band in Erscheinung getreten) als neuem Mitglied und einigen Gastmusikern (u. a. Håvard Jørgensen, Mike Keneally, Carl-Michael Eide) das Album Blood Inside fertig, welches am 6. Juni 2005 veröffentlicht wurde. Dieses Album führte den seit den späten neunziger Jahren eingeschlagenen experimentellen Weg weiter, war aber weniger zurückhaltend und beherrscht. Einflüsse verschiedener Musikgenres (auch aus Rock und Post-Rock) wurden miteinander vermengt, die Band zeigte sich aber auch von einer zugänglicheren Seite. Nach zehn sehr produktiven Jahren legten Ulver nun eine Schaffenspause ein; sie begründeten dies im Juli 2007 mit einem Bedürfnis nach Zurückgezogenheit und ihrer Unzufriedenheit mit der Welt und dem Musikgeschäft. Gleichzeitig kündigten sie die Veröffentlichung eines neuen und ihres bisher persönlichsten Albums an, Shadows of the Sun. Es klang homogener als das eklektische Blood Inside und näherte sich teilweise wieder Perdition City und Teachings in Silence an. Der Stil ging noch stärker in Richtung Ambient, auch verschiedene Elemente der Kammermusik oder des Jazz waren auf Shadows of the Sun zu hören. Vom britischen Musikmagazin Terrorizer wurde das Album retrospektiv unter die Top-100 des Jahrzehnts gewählt und belegte Platz 67 der Rangliste.
Daniel O’Sullivan stieß 2009 zur Band und eine erneut sehr produktive Phase in Ulvers Schaffen wurde eingeläutet. Die Band trat zum ersten Mal seit 15 Jahren wieder live auf. Dem folgten weitere Konzerte. Der Live-Auftritt vom 31. Juli 2010 in Oslo wurde schließlich im November 2011 unter dem Titel The Norwegian National Opera von Kscope auf DVD und Blu-ray Disc veröffentlicht. Das Live-Album enthielt 17 Stücke aus den vergangenen 13 Jahren; Lieder der ersten drei Alben beabsichtigte Kristoffer Rygg nach eigenen Angaben nicht live aufzuführen.
Anfang März 2011 wurde durch das Label Kscope die Veröffentlichung des neuen Albums Wars of the Roses für den 25. April des Jahres angekündigt. Die Band bewahrte auf dem Album ihren düsteren Stil und nahm auch Einflüsse aus Artrock, Gothic Rock, Wave und Post-Rock in ihre Kompositionen auf. Am 28. Mai 2012, nachdem Ulver bereits 2008 mit einzelnen Aufnahmen begonnen hatten, erschien das Album Childhood’s End, das ausschließlich Coverversionen von Rock-Songs der 1960er Jahre enthielt und somit die elektronischen und experimentellen Arrangements voriger Alben zugunsten einer eher herkömmlichen Instrumentierung mit Gitarre, Bass, Schlagzeug und Keyboards in den Hintergrund treten ließ. Eines der Stücke war bereits einige Wochen zuvor anlässlich eines Live-Auftritts beim Tilburger Roadburn Festival auf der Roadburn-EP erschienen. Ein Mitschnitt des Auftritts selbst erschien ein Jahr später als Live at Roadburn – Eulogy for the Late Sixties.
Ende 2012 äußerten Ulver erneut ihre Unzufriedenheit mit der Musikindustrie und kündigten an, sich künftig verstärkt selbst um den – vor allem digitalen – Vertrieb ihrer Musik zu kümmern. Im Zuge dessen stellten sie Oddities & Rarities #1, eine Kompilation mit Stücken, die z. B. auf Tributealben oder dem Uno-Soundtrack erschienen waren, als Download zur Verfügung. Weihnachten 2013 wurde der bandeigene Webshop allerdings wieder eingestellt. Seither wird für den Download von Ulvers Jester-Records-Veröffentlichungen auf Bandcamp verwiesen, wo die Kompilation jedoch nicht erhältlich ist.
Im August 2012 kündigten Ulver an, dass sie vom Tromsø Kulturhus mit einem neuen Werk und seiner Aufführung mit dem 21-köpfigen Kammerorchester Tromsø beauftragt worden waren. Die Uraufführung des noch unbetitelten Werks fand am 21. September 2012 statt. Sie wurde aufgezeichnet und sollte die Grundlage für Ulver nächstes Studioalbum bilden. Der Titel Messe I.X–VI.X wurde im Dezember des Jahres bekannt gegeben. Beim Wave-Gotik-Treffen im Mai 2013 wurde Messe mit der STÜBAphilharmonie unter Leitung von Martin Lentz im Eventpalast aufgeführt. Das Album erschien im August 2013. Eine weitere Aufführung im November des Jahres mit Pamelia Stickney und einem Orchester im Teatro Regio di Parma wurde für ein geplantes Live-Album mitgeschnitten, das bislang nicht erschienen ist.
Nachdem die Band bereits 2006 mit Sunn O))) an einem Stück gearbeitet hatte, folgte im Februar 2014 das Kollaborationsalbum Terrestrials. Zu einem Coveralbum, das parallel zu einem über die Crowdfunding-Plattform Kickstarter finanzierten Film über Shirley Collins entstand, steuerten Ulver ebenfalls 2014 ihre Version eines Stücks der englischen Folksängerin bei. An einem Tributealbum für die norwegische Rockband Raga Rockers waren Ulver 2015 beteiligt. Im Juni 2015 schrieb die Band beiläufig über ein geplantes Album namens The Assassination of Julius Caesar. Doch dann wurden Mitschnitte von zwölf Konzerten im Februar 2014 als Grundlage für ein anderes Album herangezogen, das zunächst den Arbeitstitel 12 erhielt. Ein erstes Stück (Cromagnosis) war Ende Oktober 2015 in einer Sendung von Resonance FM zu hören, Anfang November folgte ein kurzes Promo-Video auf dem YouTube-Kanal von Ulvers neuem Label House of Mythology. Newsletter-Abonnenten konnten zu der Zeit auch auf weitere Ausschnitte auf Soundcloud zugreifen. Das Album wurde letztlich unter dem Titel ATGCLVLSSCAP (die Initialen der Tierkreiszeichen) am 22. Januar 2016 veröffentlicht. The Assassination of Julius Caesar sollte schließlich zum Roadburn Festival im April 2017 vorgestellt werden. Als erstes Stück des neuen Albums wurde Nemoralia am 15. März auf dem YouTube-Kanal von House of Mythology veröffentlicht, ein zweites Stück (1969) am 21. März auf der CD-Beilage des Mojo-Magazins. Das Album erschien dann etwa zwei Wochen vor dem Roadburn Festival und fiel durch seinen songorientierten und vom Pop beeinflussten Stil auf. Im Anschluss trat die Band zusätzlich u. a. beim Schweizer Impetus Festival und beim Donaufestival auf. Zu Beginn der Europatournee im November 2017 brachte die Band zunächst in digitaler Form über Bandcamp die EP Sic Transit Gloria Mundi auf den Markt. Sie enthält zwei Stücke, die während der Arbeiten am aktuellen Album entstanden, sowie ein Cover von The Power of Love. Eine um Liveaufnahmen erweiterte Version wurde ein Jahr später auf Vinyl aufgelegt.
Im April 2018 trat die Band an drei Tagen im Rahmen einer Kunstinstallation im Henie Onstad Kunstsenter in Bærum auf; ein Mitschnitt erschien im August 2021. Im Juni 2018 spielten Ulver auf dem Bergen International Festival; ein Livemitschnitt aus der Grieghalle wurde im Juni 2020 als Videostream veröffentlicht und im Oktober 2023 als digitales Audio. Die Band wurde außerdem von Red Bull Music für die Osloer Ausgabe der internationalen Red-Bull-Festivalserie am 13. Oktober 2018 eingeladen, um unter dem Motto Drone Activity für 90 Minuten live aufzutreten. Rygg, Halstensgård und Møller bereiteten Grundstrukturen neuer Stücke für den Auftritt vor, der mitgeschnitten und im Mai 2019 leicht gekürzt unter dem Titel Drone Activity veröffentlicht wurde. Der Titel spiegelt die musikalische Ausrichtung des Auftritts wider.
Im Februar, April und Juli 2020 erschienen auf Bandcamp drei Singles, die den Synthiepop-Appeal von The Assassination of Julius Caesar fortführten. Zur ersten Single, Russian Doll, wurde auch ein Video produziert. Die Singles finden sich auf dem am 28. August 2020 veröffentlichten Album Flowers of Evil wieder. Gleichzeitig erschien mit Wolves Evolve ein Buch zur über 25-jährigen Bandgeschichte. Die Veröffentlichungsstrategie mit mehreren Vorab-Singles für das kommende Album wählte die Band wieder ab Dezember 2023 mit neuen Singles im Abstand von zwei bis drei Monaten. Am 27. November 2024 erschien dann das Album Liminal Animals.
Im August 2024 teilte die Band mit, dass das langjährige Mitglied Tore Ylwizaker an seinem 54. Geburtstag verstorben ist.

## Diskografie

### Studioalben
- 1995: Bergtatt – Et Eeventyr i 5 Capitler
- 1996: Kveldssanger
- 1997: Nattens Madrigal – Aatte Hymne Til Ulven i Manden
- 1998: Themes from William Blake’s The Marriage of Heaven and Hell
- 2001: Perdition City – Music to an Interior Film
- 2005: Blood Inside
- 2007: Shadows of the Sun
- 2011: Wars of the Roses
- 2013: Messe I.X–VI.X
- 2016: ATGCLVLSSCAP
- 2017: The Assassination of Julius Caesar
- 2020: Flowers of Evil
- 2021: Scary Muzak
- 2024: Liminal Animals (House of Mythology)

### Livealben
- 2011: The Norwegian National Opera (Live-DVD)
- 2013: Live at Roadburn – Eulogy for the Late Sixties
- 2019: Drone Activity
- 2021: Hexahedron – Live at Henie Onstad Kunstsenter
- 2023: Grieghallen 20180528

### Soundtracks
- 2002: Lyckantropen Themes – Original Soundtrack for the Short Film by Steven Ericsson
- 2003: Svidd Neger – Original Motion Picture Soundtrack
- 2016: Riverhead – Original Motion Picture Soundtrack

### Kompilationen
- 1997: The Trilogie – Three Journeyes Through the Norwegian Netherworlde (Kompilation der ersten drei Alben)
- 2002: Teachings in Silence (Kompilation der beiden Silence-EPs)
- 2012: Oddities & Rarities #1 (Download-Kompilation verschiedener Samplerbeiträge)
- 2014: Trolsk Sortmetall 1993–1997 (Kompilation des Demos und der ersten drei Alben)

### EPs
- 1994: Ulverytternes Kamp/Mourning (Split-EP mit Mysticum)
- 1999: Metamorphosis
- 2001: Silence Teaches You How to Sing
- 2001: Silencing the Singing
- 2003: A Quick Fix of Melancholy
- 2012: Roadburn
- 2014: Terrestrials mit Sunn O)))
- 2017: Sic Transit Gloria Mundi
- 2022: So Falls the World

### Singles
- 2020: Russian Doll
- 2020: Little Boy
- 2020: Nostalgia
- 2020: Machine Guns and Peacock Feathers (Extended Youth Mix)
- 2021: Machine Guns and Peacock Feathers (Carpenter Brut Remix)
- 2023: Ghost Entry
- 2024: A City in the Skies
- 2024: Forgive Us (featuring Nils Petter Molvær)
- 2024: Hollywood Babylon
- 2024: Locusts
- 2024: The Red Light

### Sonstiges
- 1993: Vargnatt (Demo)
- 2003: 1993–2003: 1st Decade in the Machines (Remixes)
- 2007: My Own Wolf: A New Approach to Ulver (Tributealbum für Ulver)
- 2012: Childhood’s End (Coveralbum)

### Sampler- und Gastbeiträge
- 1997: Synen auf Souvenirs from Hell (2010 auf Whom the Moon a Nightsong Sings wiederveröffentlicht)
- 1999: Sworn (Revamped by Ulver at Endless Studios) auf Emperors IX Equilibrium
- 2002: Untitled auf Lords of Chaos – Die Geschichte der okkulten Musik
- 2002: The Falcon Flies (Ulver Juxtaposition Remix) auf Hagalaz’ Runedances Urd – That Which Was
- 2003: Denki No Numa (Frog Voice Mix) auf Merzbows Frog Remixed and Revisited
- 2004: In the Kingdom of the Blind the One-Eyed Are Kings auf Tribute to Dead Can Dance – The Lotus Eaters
- 2004: Uno, Avhør, Brødre, Brødre Rev., Flukt, Gravferd und David til ulvene auf Uno – Musikk fra filmen
- 2005: Strange Ways auf Gods of Thunder – Norwegian Tribute to Kiss
- 2006: Mitwirkung an Cut Wood(ed) auf Sunn O)))s WHITEbox
- 2008: Thieves in the Temple (feat. Siri Stranger) auf Shockadelica – 50th Anniversary Tribute to the Artist Known as Prince
- 2008: Mitwirkung an Love Love, Kiss Kiss auf Alkaline Trios Agony & Irony
- 2008: RMX by Ulver auf Mindless Self Indulgences Pay for It
- 2008: I Won’t Come Back Alive (Ulver Remix) auf Genghis Trons Board Up the House Remixes Vol. 3
- 2009: Another Brick in the Wall (Part 1) auf The Wall Re-Built! Disc One
- 2010: Into the Silent Waves (Ulver Remix) auf Pyramids/Nadjas Into the Silent Waves
- 2011: The Visitor (Ulver Via Halstensgård Remix) auf Miracles The Visitor
- 2014: Poor Murdered Woman auf Shirley Collins Inspired…
- 2015: Trist at det skulle ende slik auf Sannhet på boks – En hyllest til Raga Rockers

### Partituren
- Ulver, Shadows of the Sun, Raven Music Editions 2014.
- Ulver, Kveldssanger, Raven Music Editions 2015.

### Sekundärliteratur
- Dayal Patterson: Moonfog and Ulver. Folk and Folklore in Black Metal Part II. In: Black Metal: Evolution of the Cult. Feral House 2013, S. 397–406.
- Scott Seward: Of Wolves and Vibrancy. A Brief Exploration of the Marriage Made in Hell Between Folk Music, Dead Cultures, Myth, and Highly Technical Modern Extreme Metal. In: Eric Weisbard (Hrsg.): Pop When the World Falls Apart: Music in the Shadow of Doubt. Duke University Press 2012, S. 271–281.
- Jeff Wagner: The “Weirding” of Norway. In: Mean Deviation. Four Decades of Progressive Heavy Metal. Bazillion Points Books 2010, S. 247–284.